# 킹섬 (알래스카주)

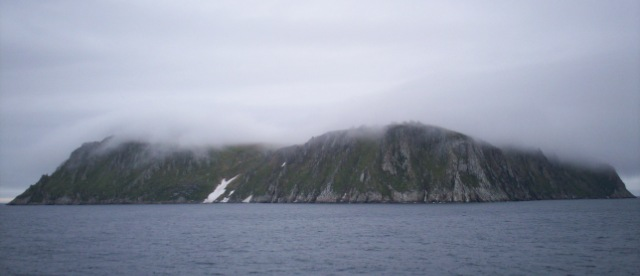

킹섬(King Island)은 알래스카주 서쪽의 베링해에 위치한 섬이다. 서쪽의 더글러스 곶과 남쪽의 웨일스에서 64 km (40 miles)떨어져 있다.
길이는 1.6 km (1 mile)이다. 겨울에는 200명의 이누피아트족들이 이곳을 자신들의 고향으로 삼았고 이곳의 이누피아트족들은 "Aseuluk"라고 불렸다. 원래 아세울룩족들은 수럽과 사냥으로 이곳에서 지냈지만, 현재는 본토의 놈에서 지내고 있다. 이곳의 이름은 Ukiwuk였다. 놈이 지어진 이후, 섬주민들은 여름 기간에 놈 주민에게 정교한 조각을 팔기 시작했다. 1970년에 대부분의 킹 섬 주민은 놈으로 이주했다.
이섬은 1778년에 제임스 킹 호를 탄 제임스 쿡 선장이 발견했다.

## 인구
| 인구조사              | 인구 | Note | %±     |
| --------------------- | ---- | ---- | ------ |
| 1880년                | 100  |      | —      |
| 1890년                | 200  |      | 100.0% |
| 1910년                | 119  |      | —      |
| 1920년                | 137  |      | 15.1%  |
| 1930년                | 170  |      | 24.1%  |
| 1940년                | 208  |      | 22.4%  |
| 1960년                | 66   |      | —      |
| 1980년                | 0    |      | —      |
| 1990년                | 0    |      | —      |
| U.S. Decennial Census |      |      |        |